# Belba sasakawai
Belba sasakawai är en kvalsterart som beskrevs av Enami 1989. Belba sasakawai ingår i släktet Belba och familjen Damaeidae. Inga underarter finns listade.